# Marquinho Carioca
Marquinho Carioca, właśc. Marco Antônio Rodrigues Henriques (ur. 8 sierpnia 1960 w Rio de Janeiro) – piłkarz brazylijski, występujący podczas kariery na pozycji napastnika.

## Kariera klubowa
Karierę piłkarską Marquinho Carioca rozpoczął w klubie CR Vasco da Gama w 1970. W lidze brazylijskiej zadebiutował 21 stycznia 1983 w wygranym 2-0 meczu z Joinville EC. Z Vasco zdobył mistrzostwo stanu Rio de Janeiro – Campeonato Carioca w 1982. W 1983 był wypożyczony z Vasco do Fortalezy, z którą zdobył mistrzostwo stanu Ceará – Campeonato Cearense.
W latach 1985–1987 był zawodnikiem CR Flamengo. Z Flamengo zdobył mistrzostwo stanu w 1986. Łącznie w barwach rubro-negro rozegrał 115 spotkań, w których strzelił 15 bramek. W latach 1987–1988 występował w Clube Atlético Mineiro i Coritibie, z której powrócił do Rio zostając zawodnikiem Fluminense FC. W barwach Flu 19 listopada 1989 w zremisowanym 1-1 meczu z Corinthians Paulista Marquinho Carioca wystąpił po raz ostatni w lidze brazylijskiej.
Ogółem w latach 1981–1989 wystąpił w lidze w 150 meczach, w których strzelił 19 bramek. Karierę Marquinho Carioca zakończył w katarskim Al-Arabi w 1995. Z Al-Arabi trzykrotnie zdobył mistrzostwo Kataru w 1991, 1993, 1994, Puchar Kataru w 1993. Indywidualnie Marquinho Carioca z 10 bramkami był królem strzelców Q-League w 1990.

## Kariera reprezentacyjna
W reprezentacji Brazylii Marquinho Carioca zadebiutował 17 czerwca 1984 w przegranym 0-2 towarzyskim meczu z reprezentacją Argentyny. Drugi i ostatni raz w reprezentacji Marquinho Carioca wystąpił 21 czerwca 1984 w wygranym 1-0 towarzyskim meczu z reprezentacją Urugwaju.
| Mecze i gole w reprezentacji | Mecze i gole w reprezentacji | Mecze i gole w reprezentacji | Mecze i gole w reprezentacji | Mecze i gole w reprezentacji | Mecze i gole w reprezentacji | Mecze i gole w reprezentacji |
| #                            | Data                         | Miasto                       | Przeciwnik                   | Gol                          | Wynik                        | Rozgrywki                    |
| ---------------------------- | ---------------------------- | ---------------------------- | ---------------------------- | ---------------------------- | ---------------------------- | ---------------------------- |
| 1.                           | 17.06.1984                   | São Paulo                    | Argentyna                    |                              | 0:0                          | towarzyski                   |
| 2.                           | 21.06.1984                   | Kurytyba                     | Urugwaj                      |                              | 1:0                          | towarzyski                   |